# 田山花袋
田山花袋（たやま かたい、1872年1月22日—1930年5月13日）是日本小說家。本名錄彌（ろくや）。

## 生平
群馬縣館林市出身。1890年（明治23年），上京，認識柳田國男。翌年在尾崎紅葉處入門，在尾崎的指示下，接受江見水蔭的指導。發表『瓜畑』（古桐軒主人名義），翌年開始以花袋為號。1896年（明治29年），認識國木田獨步、島崎藤村。
1904年（明治37年），日俄戰爭爆發，擔任從軍記者。1907年（明治40年），發表《蒲团》，確立日本自然主義文學的方向。晩年因宗教心境，留下許多精神主義的作品。

## 主要作品
- 瓜領域（1891）
- 棉被（1907）
- 原始（1908）
- 妻子（1909）
- 鄉村教師（1909）
- 邊境（1910）
- 從軍記『第二欠軍事徒征日記』(1905)
- 紀行文『週遊日本』（1914～1916）
- 紀行文『和景觀一全日空』(1917)
- 回想集『三十年東京』（1917）
- 東京震災記（1924年）
- 溫泉めぐり（1926年）

## 關連項目
- 田山花袋記念文學館

## 外部連結
- 田山 花袋：作家別作品リスト （页面存档备份，存于）（青空文庫）
- 田山花袋記念文學館